# Почхуа Зураб
Зураб Почхуа (груз. ზურაბ ფოჩხუა; нар. 11 липня 1963) — грузинський полковник, командуючий ВПС Грузії (2008—2010).

## Життєпис
З 1993 по 1995 командир роти зв'язку 1-ї бригади ППО. З 1995 по 2002 — командир штабу 1-ї бази ППО, з 2002 по 2005 — командир командного центру ВПС Грузії.
В 1998 пройшов короткотермінові курси Академії ППО Росії (м. Твер).
З 15 вересня 2008 по 2010 — командуючий ВПС Грузії. Був нагороджений за участь у грузинсько — російській війні 2008.
Після 2010 — військовий аташе в Україні.